# Barantolla americana
Barantolla americana is een borstelworm uit de familie Capitellidae.